# Fimbria dell'ippocampo
La fimbria dell'ippocampo è un fascio di fibre che copre la regione temporale dell'ippocampo.

## Disposizione e rapporti
La fimbria si trova medialmente all'ippocampo, al di sopra del giro dentato, il principale sito di connettività con la fimbria, e parallela al solco ippocampale. La fimbria si forma dove le fibre dell’alveo convergono lungo la porzione mediale del corno inferiore del ventricolo laterale. La sostanza bianca della fimbria si separa per formare il braccio (crus) del fornice ipsilaterale in un punto oltre lo splenio del corpo calloso.
Il punto esatto di transizione tra la fimbria e il fornice è difficile da identificare. Nei ratti la fimbria è localizzata ventro-lateralmente, mentre nelle scimmie è localizzata dorso-medialmente. A livello rostrale è sottile e piatta, ma si ispessisce procedendo in direzione caudale ma mano che si aggiungono altre fibre.
Quando si stacca dall'ippocampo si fonde con la superficie ventrale del corpo calloso e viaggia rostralmente nel ventricolo laterale. Nel punto di fusione le fibre si estendono attraverso la linea mediana a formare la commissura dell'ippocampo.

## Struttura
Al suo interno decorrono gli assoni ippocampali e del subicolo. Il sistema fimbria-fornice forma il circuito principale di connessioni subcorticali afferenti ed efferenti. Nei ratti la fimbria dell'ippocampo ha una forma appiattita, contiene all'incirca 900.000 assoni ed è posizionata lungo gli aspetti laterale e rostrale dell'ippocampo.
Si sa poco su come le fibre fimbriali si mappino spazialmente sulle subregioni e sottocampi dell’ippocampo, o su come queste si integrino nella complessa rete del circuito intra-ippocampale, tuttavia si sa che le fibre della fimbria sono disposte in modo specifico:
- le fibre mediane, più vicine all'ippocampo, tendono a comparire a livello settale
- le fibre laterali tendono a comparire a livello temporale

## Funzione
La fimbria fa parte del circuito ipotalamico che connette il sistema limbico con l'ipotalamo e tramite questi con il sistema nervoso autonomo. Contribuisce alla connettività interemisferica tra i due ippocampi, oltre che con altre strutture sottocorticali, come l’ipotalamo e i corpi mammillari. La diversità delle regioni anatomiche che si connettono all’ippocampo attraverso la fimbria sottolinea l’importanza di questo fascio di fibre per le sue numerose funzioni.

## Patologia
Le alterazioni strutturali dell'ippocampo in condizioni patologiche si estendono spesso anche alla fimbria.

## Chirurgia
Il sistema fimbria-fornice è anche un potenziale sito per la neurostimolazione, utile nel miglioramento di condizioni neurologiche e psichiatriche.